# Volker Grohskopf
Volker Grohskopf (* 1966 in Lichtenfels; † 20. Februar 2024 in Wien) war ein deutscher Film-, Fernseh- und Theater-Regisseur.

## Leben
Er erlangte die Hochschulreife am E.T.A. Hoffmann-Gymnasium Bamberg. Ab 1989 lebte er in Wien, studierte visuelle Kommunikation bei Peter Weibel, drehte in dieser Zeit Kurzfilme wie „3kgEisen“ und „Krimi“ und arbeitete zeitgleich als Regieassistent bei österreichischen Regisseuren. Dabei assistierte er Susanne Zanke, Helmut Zenker, Jochen Bauer und sechs Jahre dem Fernsehregisseur Otto Anton Eder bei Film-, Fernseh- und Theaterproduktionen. Er nahm Sprech- und Schauspielunterricht bei Gabriele Buch und Barbara McEly und spielte bei den jährlichen Weihnachtsproduktionen des Raimundtheaters 1997 und 1998 unter der Regie von Renate Kastelik eine der Hauptrollen.
1995 inszenierte er erstmals als Co-Regisseur von Jochen Bauer die Linzer Klangwolke und übernahm bei diesem Open-Air-Spektakel „Missa Pacis – eine Friedenssymphonie“ die Live- und Abend-Regie. Ab 1995 arbeitete er als Fernseh- und Theaterregisseur. Zu seinen Arbeiten gehörten die Live-Regie der Linzer Klangwolke (1995), Fernseh-Magazine und -Shows, Künstlerporträts, Opern-, Theater- und Konzertübertragungen, Videoclips und Werbespots sowie ab 2003 der Villacher Fasching.
Seine Dokumentation „Lotus & Schwert“ erzählt die Geschichte des einzigen Frauen-Kung Fu-Klosters in Shaolin und wurde in 14 Sprachen übersetzt und weltweit gesendet. Die Dokumentation „Im Reich der Zauberflöte“ über die Opernfestspiele St. Margarethen und seine Klassik-DVD „Die Zauberflöte“ – ein Live-Mitschnitt der Opernfestspiele St. Margarethen 2010 – kam in die Top 10 der Austrian Charts und erreichte 2010 Gold- und 2014 Platinstatus. Es folgten die TV-Übertragungen von "Don Giovanni" (2011), "Carmen" (2012) und "La Bohème" (2013) mit den jeweiligen Begleitdokumentationen. Alle erschienen auf DVD und führten wochenlang die österreichischen Verkaufscharts an.
2011 leitete er die Live-Übertragung der von Nikolaus Harnoncourt dirigierten „Die verkaufte Braut“ im Rahmen der steirischen Festspiele styriarte. 2012 folgte "Stabat Mater". Bei der wöchentlichen Tiersendung „Tierzuliebe“ des ORF mit Maggie Entenfellner führte er von Beginn an Regie. In „Die Heimkehr der Löwen“ begleitete er die letzten Löwen, die von der Tierschutzorganisation „Vier Pfoten“ aus dem Safaripark Gänserndorf freigekauft worden waren, auf ihrer Reise zum Lionsrock nach Südafrika. Gemeinsam mit dem WDCS berichtete er mehrmals über die „Bedrohten Giganten der Meere“ u. a. aus Alicante & Boston. Im Zuge dessen übernahm er auch die Patenschaft für den vierjährigen Buckelwal „Coral“.
Ab 2009 schrieb Grohskopf in dem deutsch-österreichischen Hundemagazin Wuff Reportagen und Porträts.

## Filmographie
- 2009: Illusionen – Für Immer und ewig (Dokumentation)
- 2009: Tierzuliebe – das wöchentliche Tiermagazin mit Maggie Entenfellner
- 2009: Licht ins Dunkel – ORF-Spendenaktion für behinderte und notleidende Menschen in Österreich
- 2009: Die Tenöre des 21. Jahrhunderts – Live-Mitschnitt aus der Wiener Stadthalle
- 2009: Rigoletto – Live-Mitschnitt der Opernfestspiele St. Margarethen
- 2010: Villacher Fasching – Höhepunkte der Villacher Faschingsgilde
- 2010: Tierzuliebe – Das wöchentliche Tiermagazin mit Maggie Entenfellner
- 2010: Vera Exklusiv – Menschen hinter den Schlagzeilen der Woche von & mit Vera Russwurm
- 2010: Monty Roberts Special (Reportage)
- 2010: Bedrohte Giganten der Meere (Dokumentation)
- 2010: Im Reich Der Zauberflöte – Eine Reise durch die Traumfabrik der Opernfestspiele St. Margarethen (Dokumentation)
- 2010: Die Zauberflöte – Live-Mitschnitt der Opernfestspiele St. Margarethen
- 2010: Hänsel und Gretel – Live-Mitschnitt der Opernfestspiele St. Margarethen
- 2010: Licht ins Dunkel – ORF-Spendenaktion für behinderte und notleidende Menschen in Österreich
- 2011: Villacher Fasching – Höhepunkte der Villacher Faschingsgilde
- 2011: Vera Exklusiv – Menschen hinter den Schlagzeilen der Woche von & mit Vera Russwurm
- 2011: Zwei Musterknaben – Aufzeichnung aus dem Stadttheater Berndorf mit Michael Niavarani & Viktor Gernot
- 2011: Don Giovanni – Live-Mitschnitt der Opernfestspiele St. Margarethen
- 2011: Die verkaufte Braut – Styriarte – Live-Übertragung aus der Grazer Helmut-List-Halle (dirigiert von Nikolaus Harnoncourt)
- 2011: Licht ins Dunkel – ORF-Spendenaktion für behinderte und notleidende Menschen in Österreich
- 2012: Villacher Fasching – Höhepunkte der Villacher Faschingsgilde
- 2012: Vera Exklusiv – Menschen hinter den Schlagzeilen der Woche von & mit Vera Russwurm
- 2012: Carmen – Live-Mitschnitt der Opernfestspiele St. Margarethen
- 2012: Carmen – Das Opernspektakel im Römersteinbruch / Eine Reise durch die Traumfabrik der Opernfestspiele St. Margarethen (Dokumentation)
- 2012: Stabat Mater – Styriarte – Live-Übertragung aus dem Grazer Stefaniensaal (dirigiert von Nikolaus Harnoncourt)
- 2022: Sissy – Schloss Tabor